# Valle de la Luna (Chile)
Koordinaten: 22° 54′ 40″ S, 68° 19′ 23″ W

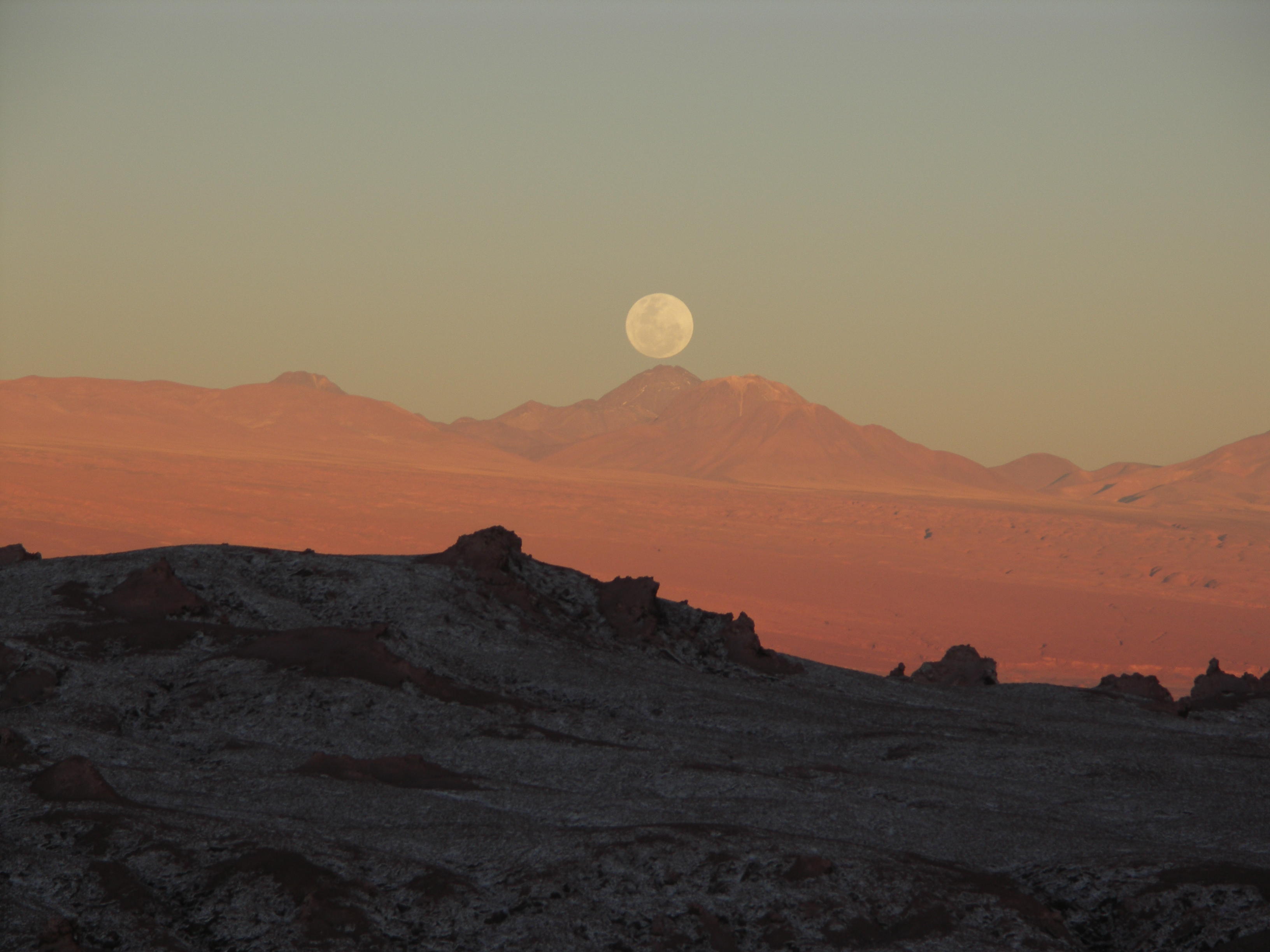
Mondaufgang im Tal des Mondes

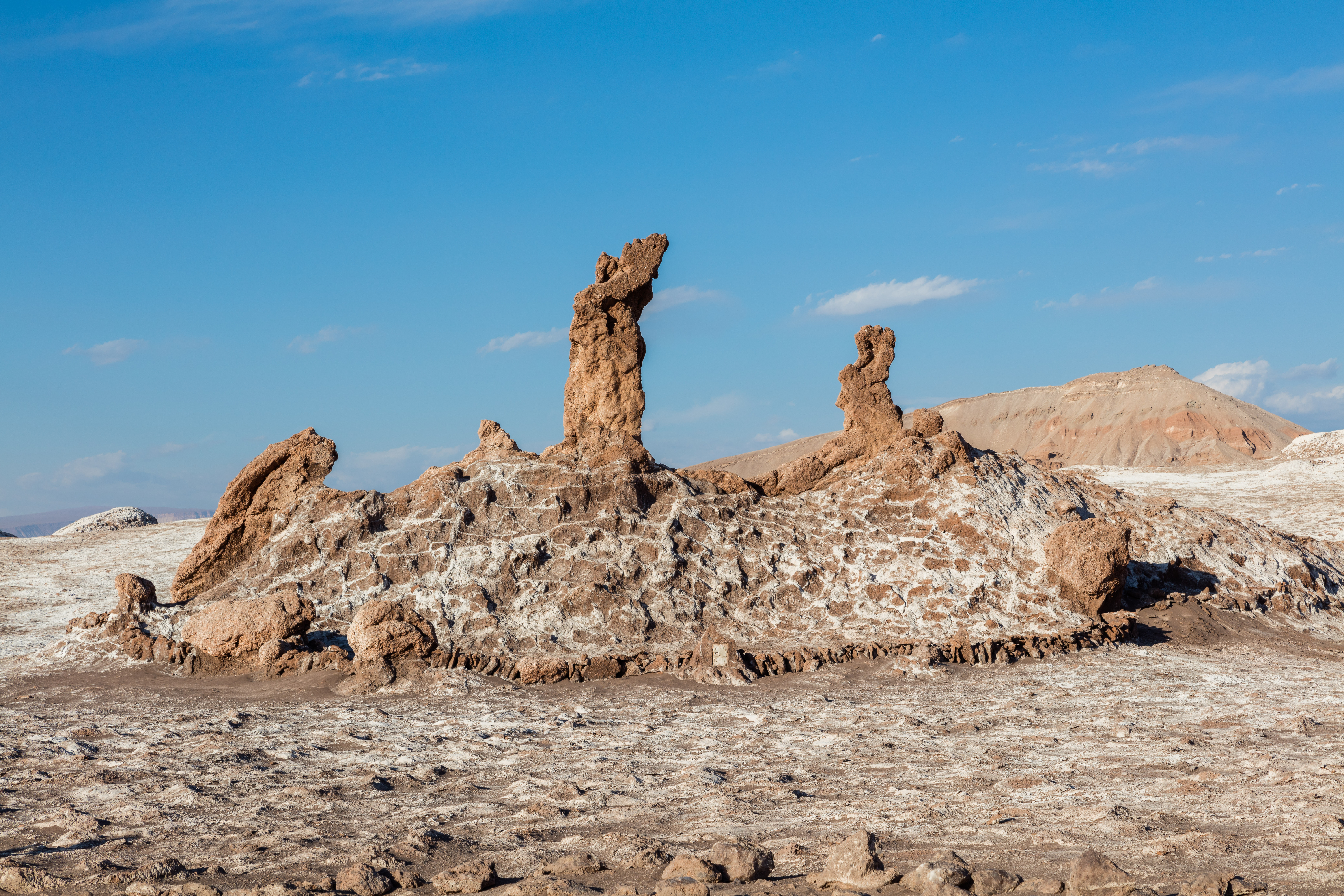
„Die drei Marien“

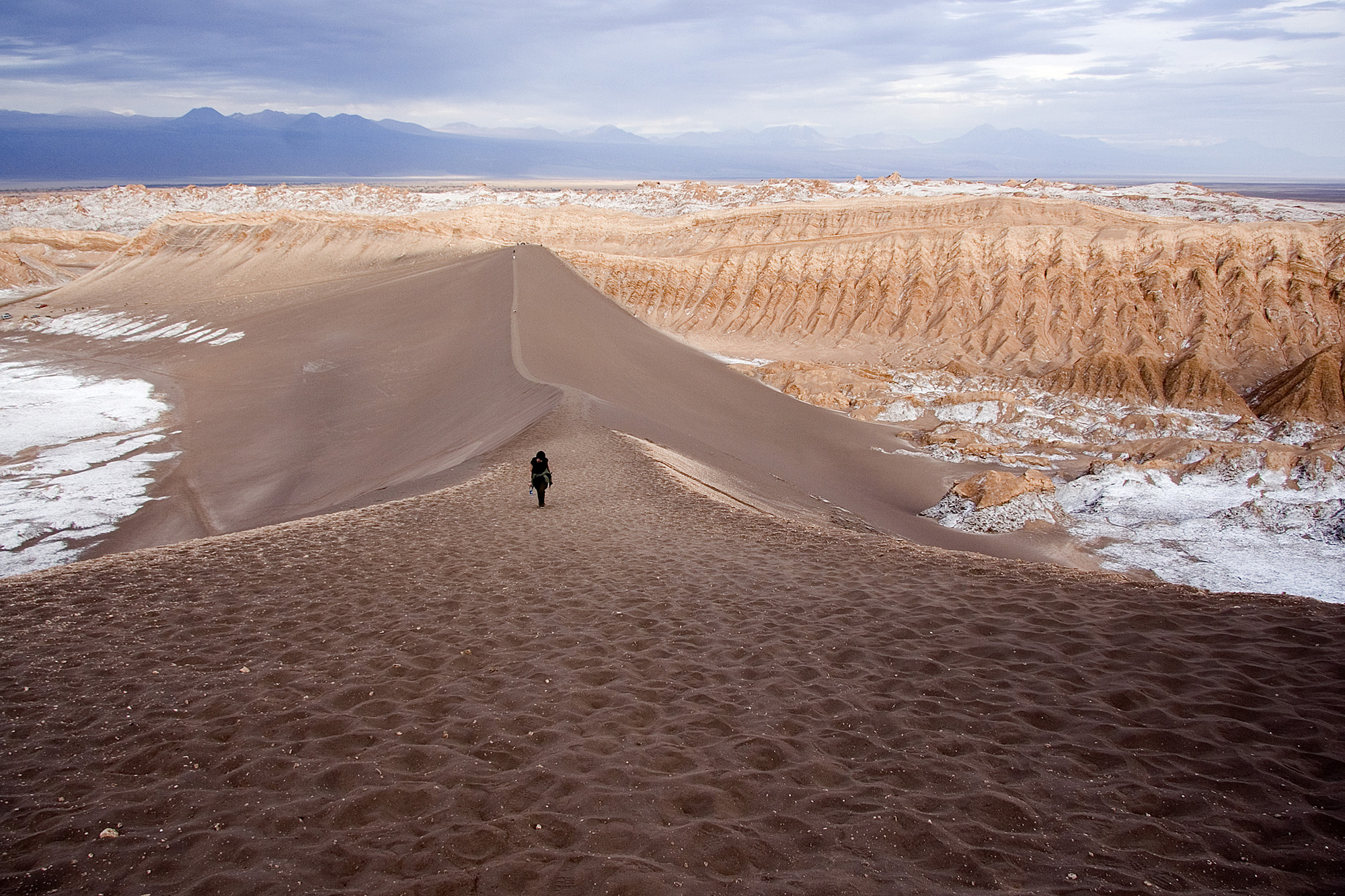

Tal des Mondes

Panorama

Das Valle de la Luna (spanisch „Tal des Mondes“) ist eine Wüstenlandschaft in der chilenischen Region Antofagasta.
Das Tal in der Cordillera de la Sal erstreckt sich als Teil der Atacamawüste nahe dem Salar de Atacama und dem Vulkan Licancabur und bildet den sechsten Sektor des im Jahre 1990 gegründeten Nationalreservat Los Flamencos. Es liegt rund 17 Kilometer von der Stadt San Pedro de Atacama entfernt. Wie die Sehenswürdigkeiten in der Umgebung wird auch das Valle de la Luna von relativ vielen Touristen besucht. Es ist dem nur wenige Kilometer weiter nördlich gelegenen Tal des Todes recht ähnlich.
Das vegetationslose Gebiet erinnert an die Oberfläche des Mondes, daher der Name.
Gegen Abend suchen besonders viele Touristen eine Düne auf, um von dort aus die durch die untergehende Sonne rötlich schimmernden Felsklippen zu sehen und zu fotografieren.
Einige Stellen im Valle de la Luna weisen Salz auf. Zu den bekannteren Sehenswürdigkeiten im Tal zählt die Salzformation Las Tres Marías (spanisch „Die drei Marien“).